# 思い過ごしも恋のうち
「思い過ごしも恋のうち」（おもいすごしもこいのうち）は、サザンオールスターズの楽曲。自身の4作目のシングルとして、Invitationから7インチレコードで1979年7月25日に発売された。
1988年6月25日と1998年2月11日に8cmCDとして、2005年6月25日には12cmCDで再発売されている。2014年12月17日からはダウンロード配信、2019年12月20日からはストリーミング配信が開始されている。

## 背景
1979年4月5日に発売された2枚目のオリジナル・アルバム『10ナンバーズ・からっと』に収録されている2曲をリカットして発売したシングル:106-107,142。
デビュー当時のサザンのイメージは「陽気さ」として活動しており、本作が発売される前、デビューシングルとなった「勝手にシンドバッド」、2枚目シングル「気分しだいで責めないで」や1枚目アルバム『熱い胸さわぎ』の3作品はパワフル・コミカル・エッチなサウンドとなっていたが、桑田佳祐はそのイメージに納得していなかった。2枚目アルバム『10ナンバーズ・からっと』の先行シングルは「いとしのエリー」か本作に議論になり、制作の際に桑田は「いとしのエリー」の歌詞の一部をスタッフに聴かせ、高垣健を含むビクター側は「方向性が定着してきた時期に、バラードは時期尚早だ」と大反対したが、アミューズの当時社長であった大里洋吉が「売ろうではなく、冒険してみよう」という意見を提案したことで「いとしのエリー」が3枚目シングルとなった。また、当時レコーディングエンジニアを担当していた猪俣彰三が「思い過ごしも恋のうち」よりも「いとしのエリー」の方がいいサウンドで録れたからという経緯も存在している。

## 収録曲
- 収録時間：8:39

1. 思い過ごしも恋のうち (4:40)
（作詞・作曲:桑田佳祐　編曲:サザンオールスターズ　弦管編曲:新田一郎）
映画『彼女が水着にきがえたら』挿入歌[注釈 1]。
「10ナンバーズ・からっと」からのシングルカットであるものの、コーラスなど一部のアレンジが変更されている。シングルバージョンはアルバム未収録となっている。
調はイ長調[6]。
2. ブルースへようこそ (3:58)
（作詞・作曲・編曲:サザンオールスターズ）
シングル盤でもアルバム同様に歌詞が記載されていない。正確な歌詞は1984年の桑田の著書『ただの歌詩じゃねえか、こんなもん』に掲載された[7]。
その歌詞には「ムクちゃん」が登場する[注釈 2]。また、歌詞はゲイをテーマにしている[8]。

## 参加ミュージシャン
- 桑田佳祐:Vocal, Guitar(#1,2)
- 大森隆志:Guitar, Chorus(#1,2)
- 原由子:Keyboards, Chorus(#1,2)
- 関口和之:Bass, Chorus(#1,2)
- 松田弘:Drums, Chorus(#1,2)
- 野沢秀行:Percussion, Chorus(#1,2)

## 収録アルバム
| 曲名                 | 作品名                                    | 備考                                                               |
| -------------------- | ----------------------------------------- | ------------------------------------------------------------------ |
| 思い過ごしも恋のうち | 10ナンバーズ・からっと                    | バージョン違い。                                                   |
| 思い過ごしも恋のうち | ベスト・オブ・サザンオールスターズ        | バージョン違い。カセットテープのみでの発売のため、現在は廃盤作品。 |
| 思い過ごしも恋のうち | アーリー・サザンオールスターズ            | バージョン違い。カセットテープのみでの発売のため、現在は廃盤作品。 |
| 思い過ごしも恋のうち | SOUTHERN ALL STARS BEST ONE '82           | バージョン違い。カセットテープのみでの発売のため、現在は廃盤作品。 |
| 思い過ごしも恋のうち | すいか SOUTHERN ALL STARS SPECIAL 61SONGS | バージョン違い。数量限定販売のため、現在は廃盤作品。               |
| ブルースへようこそ   | 10ナンバーズ・からっと                    |                                                                    |

## ミュージック・ビデオ収録作品
| 曲名                 | 作品名 |
| -------------------- | ------ |
| 思い過ごしも恋のうち | 未収録 |
| ブルースへようこそ   | 未収録 |

## ライブ映像作品
| 曲名                 | 作品名                                                                                            | 備考 |
| -------------------- | ------------------------------------------------------------------------------------------------- | --- |
| 思い過ごしも恋のうち | 1998 スーパーライブ in 渚園                                                                       | |
| 思い過ごしも恋のうち | シークレットライブ'99 SAS 事件簿 in 歌舞伎町                                                      | |
| 思い過ごしも恋のうち | LIVE TOUR 2019 “キミは見てくれが悪いんだから、アホ丸出しでマイクを握ってろ!!” だと!? ふざけるな!! | |
| 思い過ごしも恋のうち | THANK YOU SO MUCH                                                                                 | 完全生産限定盤のスペシャルディスクに収録。『ROCK IN JAPAN FESTIVAL 2024 in HITACHINAKA』での歌唱シーン。 |
| ブルースへようこそ   | 未収録                                                                                            | |